# Groß Niendorf (Schleswig-Holstein)
Groß Niendorf è un comune di 665 abitanti dello Schleswig-Holstein, in Germania.
Appartiene al circondario (Kreis) di Segeberg (targa SE) ed è parte della comunità amministrativa (Amt) di Leezen.